# با عزت زندگی می‌کنیم
با عزت زندگی می‌کنیم یا پیروزی با افتخار (به هندی: Jeete Hain Shaan Se) فیلمی محصول سال ۱۹۸۸ و به کارگردانی کاوال شارما است. در این فیلم بازیگرانی همچون میتون چاکرابورتی، سانجی دات، گوویندا، مانداکینی، ویجایتا پاندیت و دنی دنزونگپا ایفای نقش کرده‌اند.